# Saint-Symphorien-des-Monts
Saint-Symphorien-des-Monts és un municipi francès situat al departament de la Manche i a la regió de Normandia. L'any 2007 tenia 156 habitants.

## Demografia

### Població
El 2007 la població de fet de Saint-Symphorien-des-Monts era de 156 persones. Hi havia 66 famílies de les quals 16 eren unipersonals (8 homes vivint sols i 8 dones vivint soles), 21 parelles sense fills, 21 parelles amb fills i 8 famílies monoparentals amb fills.
La població ha evolucionat segons el següent gràfic:
Habitants censats

### Habitatges
El 2007 hi havia 86 habitatges, 67 eren l'habitatge principal de la família, 14 eren segones residències i 5 estaven desocupats. 84 eren cases i 1 era un apartament. Dels 67 habitatges principals, 49 estaven ocupats pels seus propietaris i 17 estaven llogats i ocupats pels llogaters; 1 tenia una cambra, 6 en tenien dues, 15 en tenien tres, 15 en tenien quatre i 29 en tenien cinc o més. 60 habitatges disposaven pel capbaix d'una plaça de pàrquing. A 36 habitatges hi havia un automòbil i a 25 n'hi havia dos o més.

### Piràmide de població
La piràmide de població per edats i sexe el 2009 era:
| Homes | Edats   | Dones |
| ----- | ------- | ----- |
| 0     | 95 o +  | 0     |
| 0     | 90 a 94 | 0     |
| 0     | 85 a 89 | 4     |
| 0     | 80 a 84 | 4     |
| 0     | 75 a 79 | 4     |
| 4     | 70 a 74 | 4     |
| 8     | 65 a 69 | 4     |
| 4     | 60 a 64 | 8     |
| 12    | 55 a 59 | 0     |
| 4     | 50 a 54 | 8     |
| 8     | 45 a 49 | 16    |
| 4     | 40 a 44 | 0     |
| 0     | 35 a 39 | 4     |
| 0     | 30 a 34 | 0     |
| 12    | 25 a 29 | 0     |
| 0     | 20 a 24 | 8     |
| 8     | 15 a 19 | 16    |
| 0     | 10 a 14 | 8     |
| 0     | 5 a 9   | 0     |
| 0     | 0 a 4   | 0     |

## Economia
El 2007 la població en edat de treballar era de 98 persones, 74 eren actives i 24 eren inactives. De les 74 persones actives 71 estaven ocupades (41 homes i 30 dones) i 3 estaven aturades (3 dones i 3 dones). De les 24 persones inactives 12 estaven jubilades, 8 estaven estudiant i 4 estaven classificades com a «altres inactius».

### Ingressos
El 2009 a Saint-Symphorien-des-Monts hi havia 59 unitats fiscals que integraven 128 persones, la mediana anual d'ingressos fiscals per persona era de 15.657 €.

### Activitats econòmiques
Dels 4 establiments que hi havia el 2007, 1 era d'una empresa de fabricació d'altres productes industrials, 1 d'una empresa de construcció i 2 d'empreses de comerç i reparació d'automòbils.
Dels 3 establiments de servei als particulars que hi havia el 2009, 2 eren tallers de reparació d'automòbils i de material agrícola i 1 lampisteria.
L'any 2000 a Saint-Symphorien-des-Monts hi havia 24 explotacions agrícoles que ocupaven un total de 481 hectàrees.

## Poblacions més properes
El següent diagrama mostra les poblacions més properes.